# Stelis brunnea
Stelis brunnea là một loài thực vật có hoa trong họ Lan. Loài này được (Dressler) Pridgeon & M.W.Chase mô tả khoa học đầu tiên năm 2001.